# John Singleton Copley
John Singleton Copley (c. 3 juliol 1738 - 9 setembre 1815) va ser un pintor estatunidenc famós pels seus retrats de figures importants de la Nova Anglaterra colonial. Els seus retrats van ser innovadors: tendien a mostrar els subjectes amb objectes que aportaven informació sobre les seves vides.

## Biografia
John Singleton Copley va ser fill d'un immigrant irlandès anomenat Richard Copley i de la seva esposa Mary Singleton Copley. Els seus pares posseïen i treballaven en una botiga de tabacs a Boston, Massachusetts. El 1748 (la data exacta es desconeix) Richard Copley era mort, i el 22 maig del mateix any Mary Copley es va casar amb Peter Pelham, un gravador i professor. La família es va traslladar a una part més respectable i tranquil·la de Boston. John Singleton Copley tenia uns tretze anys quan va morir el seu padrastre Peter Pelham, el 1751.
El 1774, Copley va emigrar a Anglaterra per pintar. Més tard visitaria París, Gènova i Roma abans de tornar a Londres nou mesos més tard.
John es va casar amb Susanna Farnham Clarke, el pare de la qual, Richard, era un dels mercaders més rics de Boston i agent local de l'East India Company. La parella va tenir sis fills en els quaranta-cinc anys de matrimoni.
Copley es va especialitzar en escenes històriques que a vegades són qüestionades pels crítics per la falta de vigor dels seus primers retrats. Es va unir a la influent Royal Academy of Arts. Copley va destacar tant en el seu període nord-americà com en el britànic per la seva capacitat per representar textures i capturar emocions. Va morir a Londres el 1815, als 77 anys.

## Obra selecta

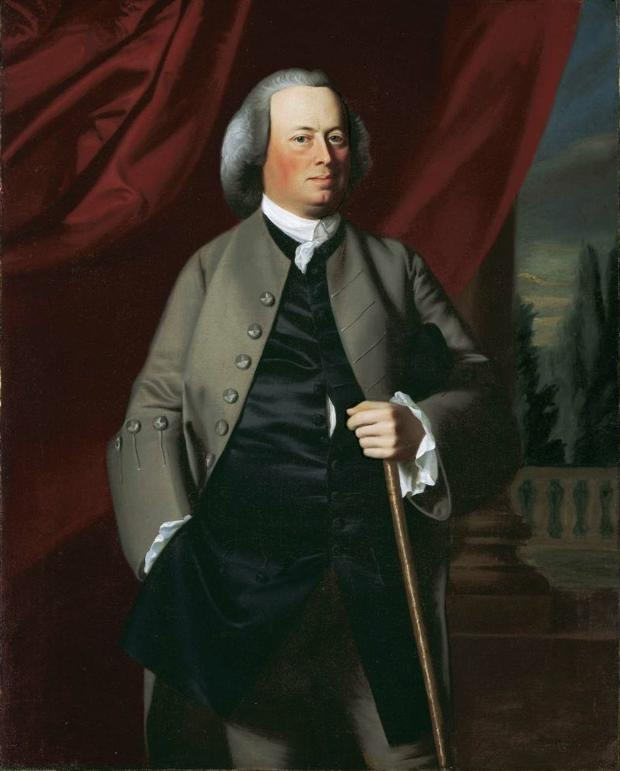
James Warren (1763)
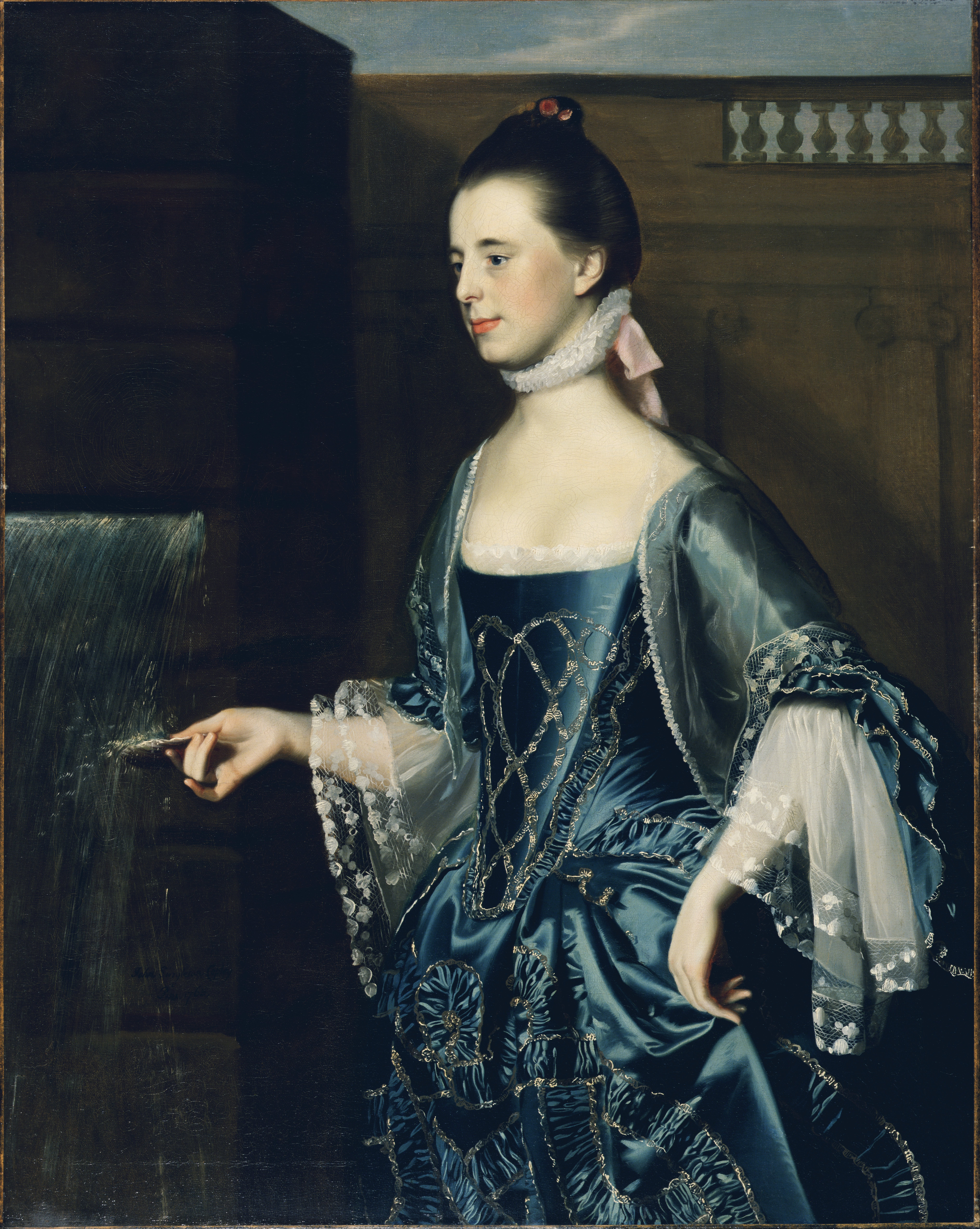
Mrs. Daniel Sargent (1763)
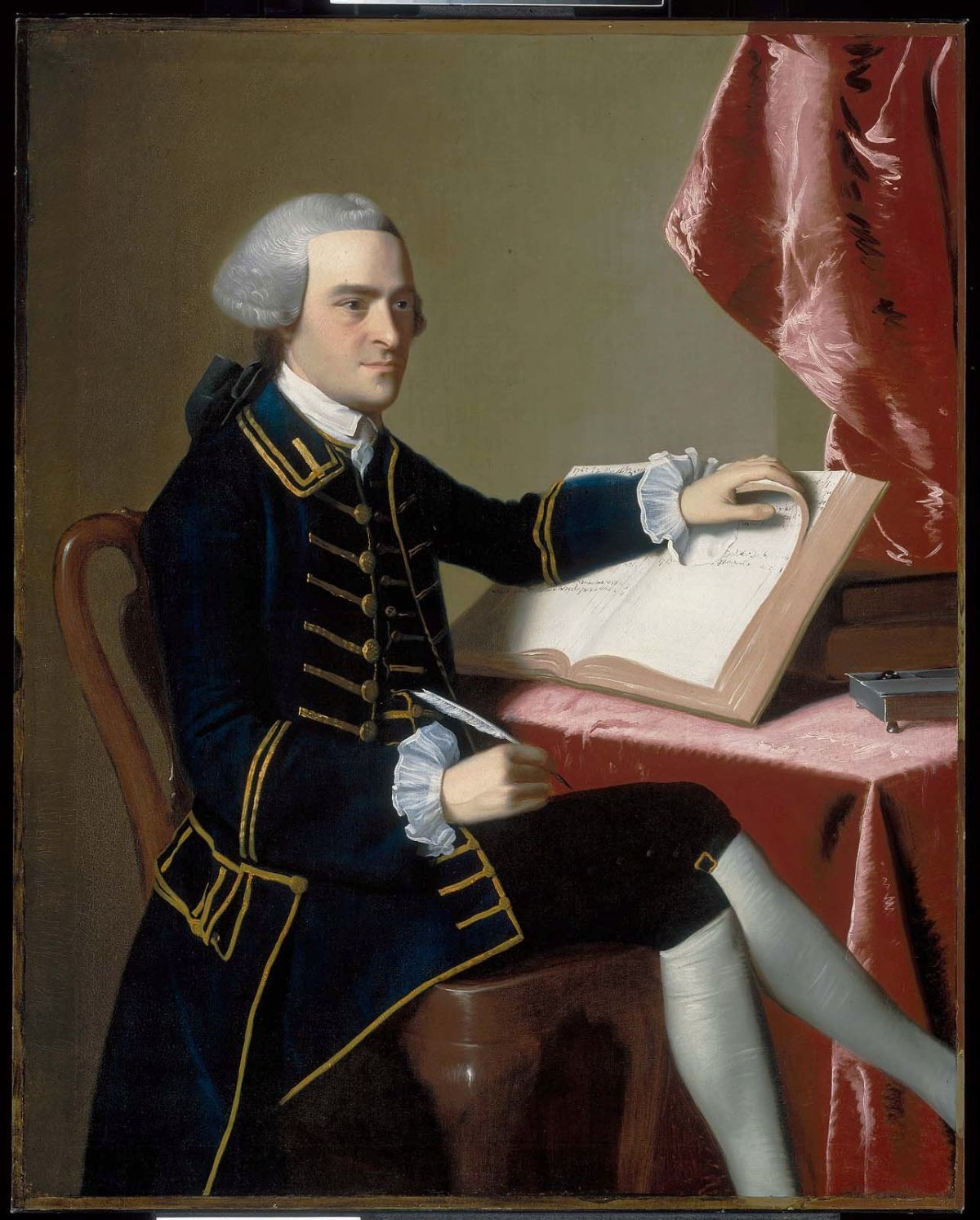
John Hancock (1765)
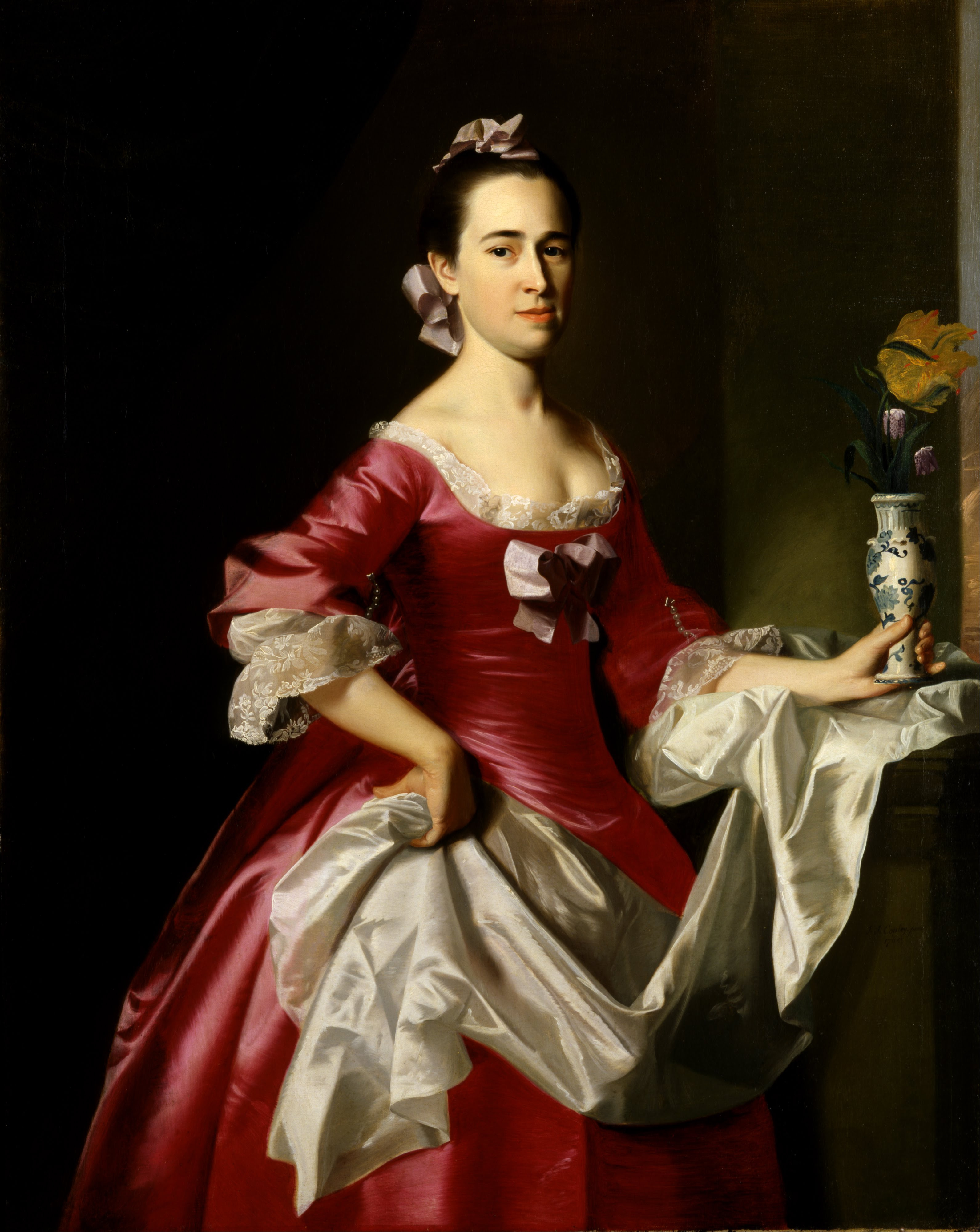
Mrs. George Watson (c. 1765)
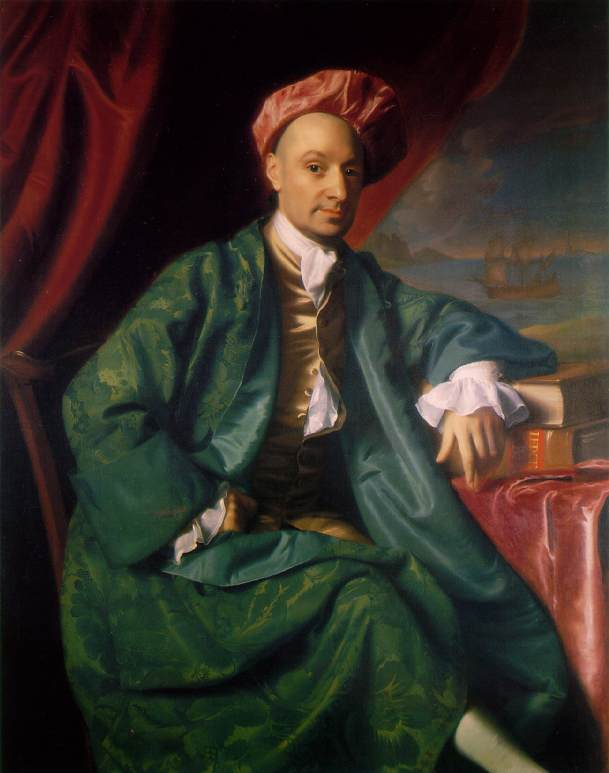
Nicholas Boylston (1767)
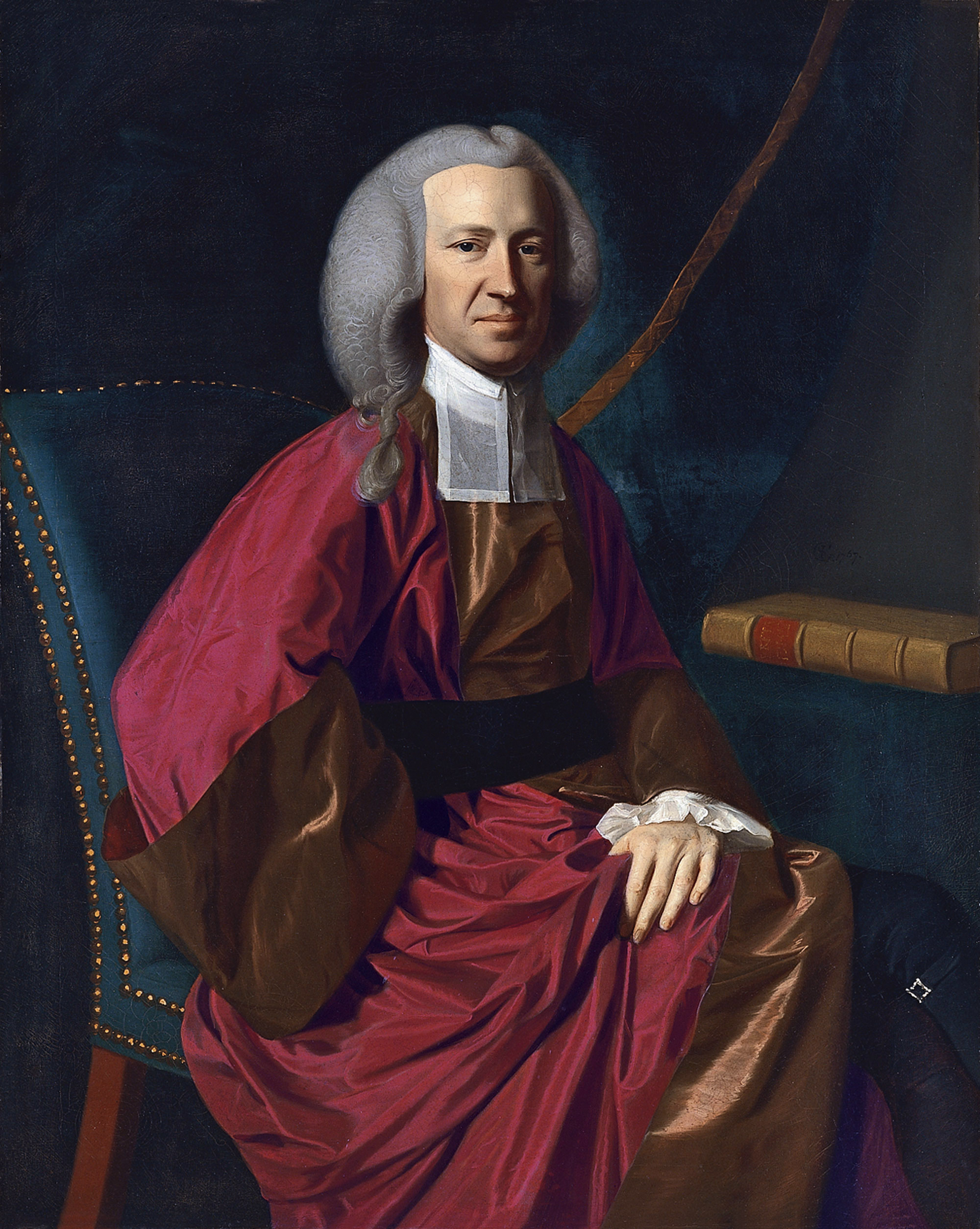
Judge Martin Howard (1767)
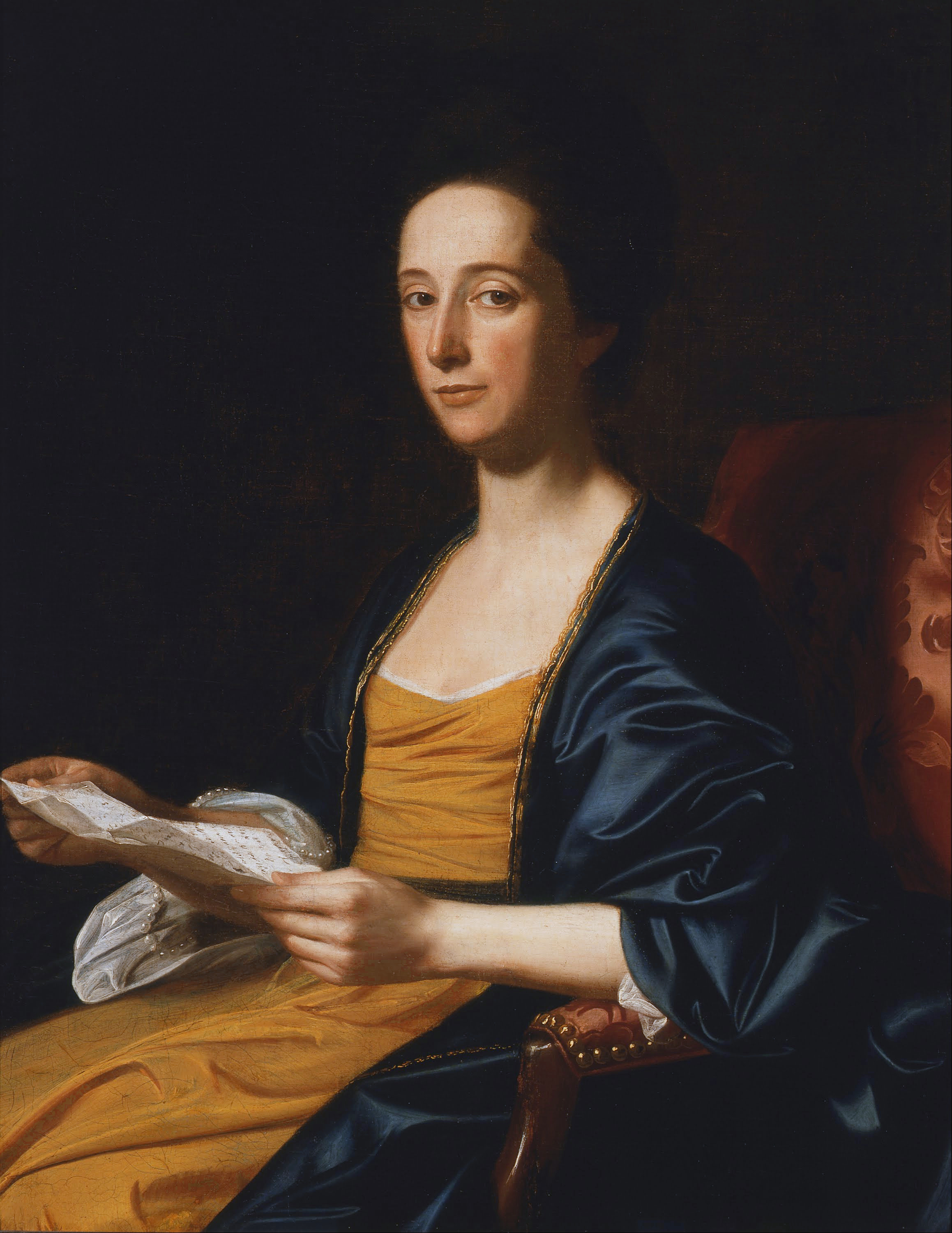
Portrait of a Lady (1771)
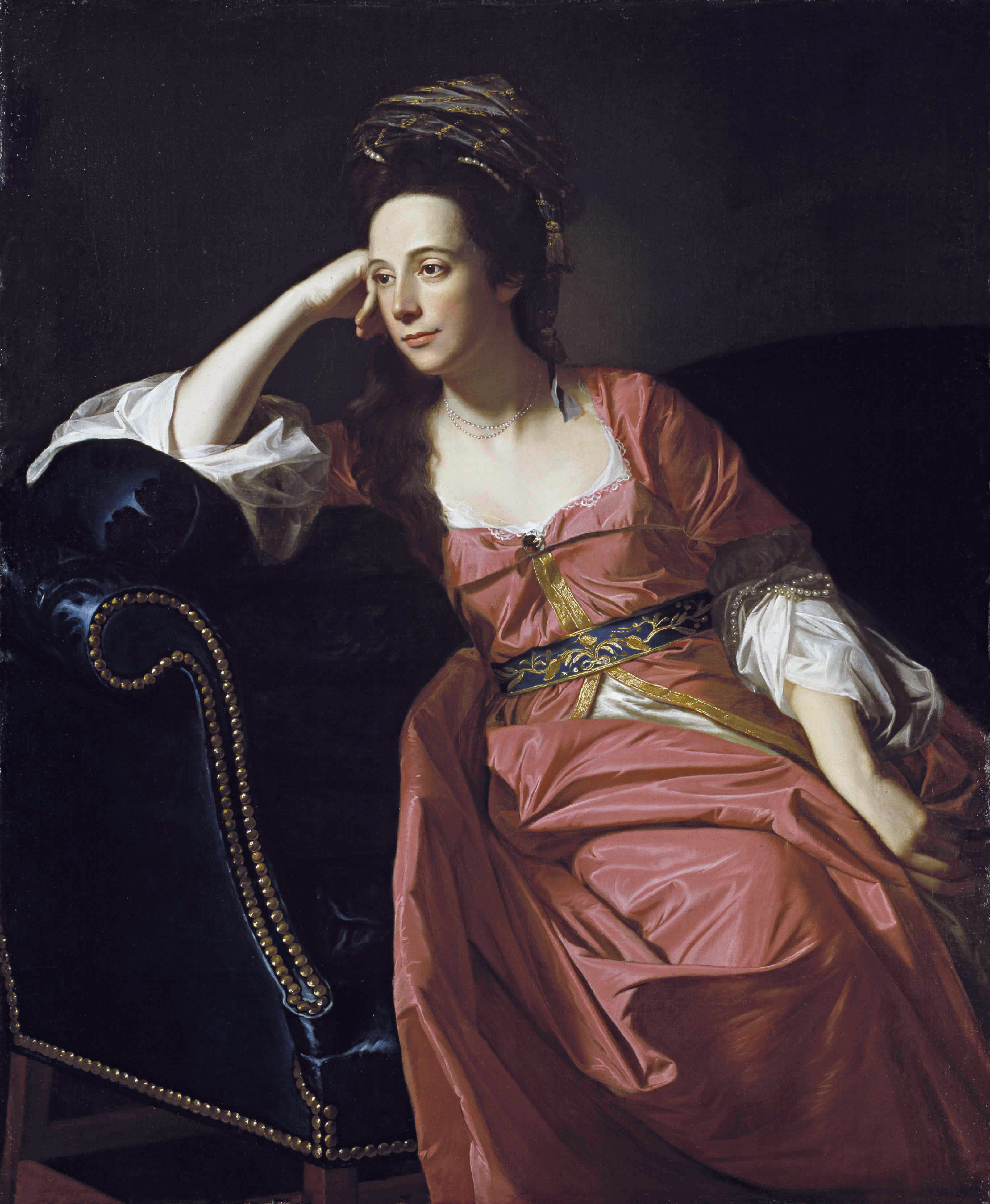
Portrait of Margaret Kemble Gage (c. 1771)
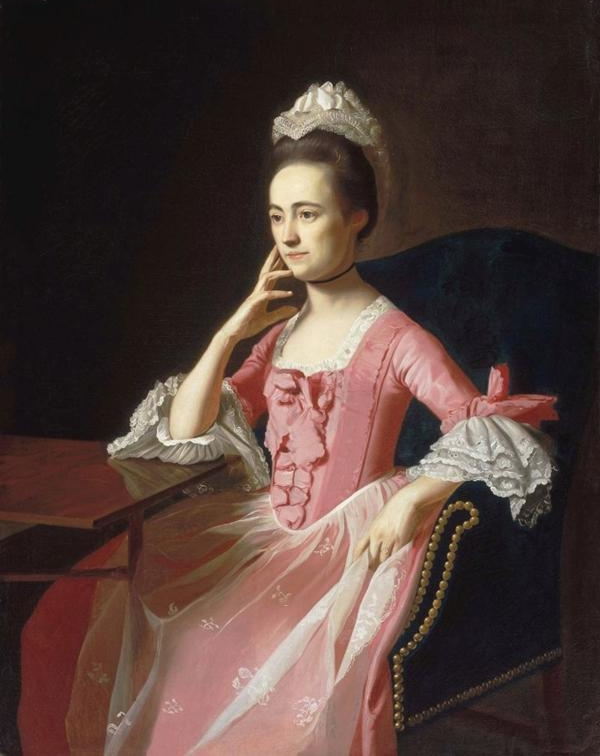
Dorothy Quincy Hancock (1772)
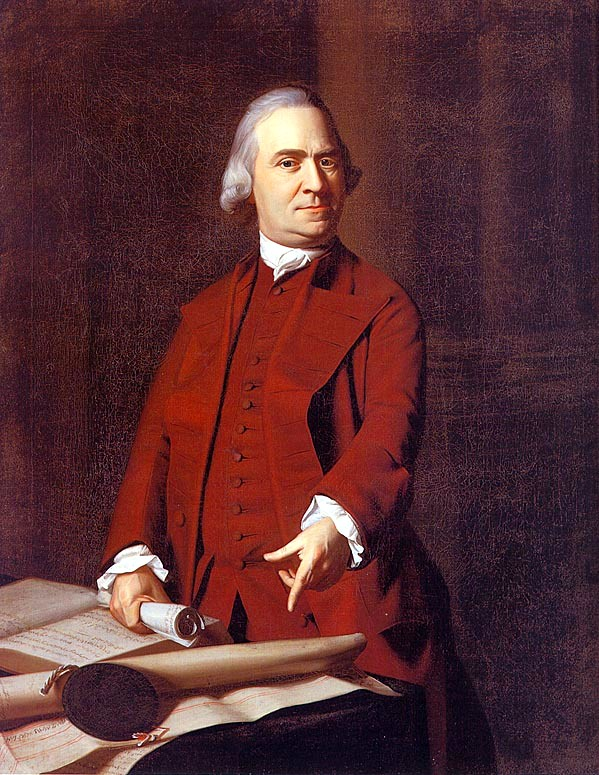
Samuel Adams (1772)
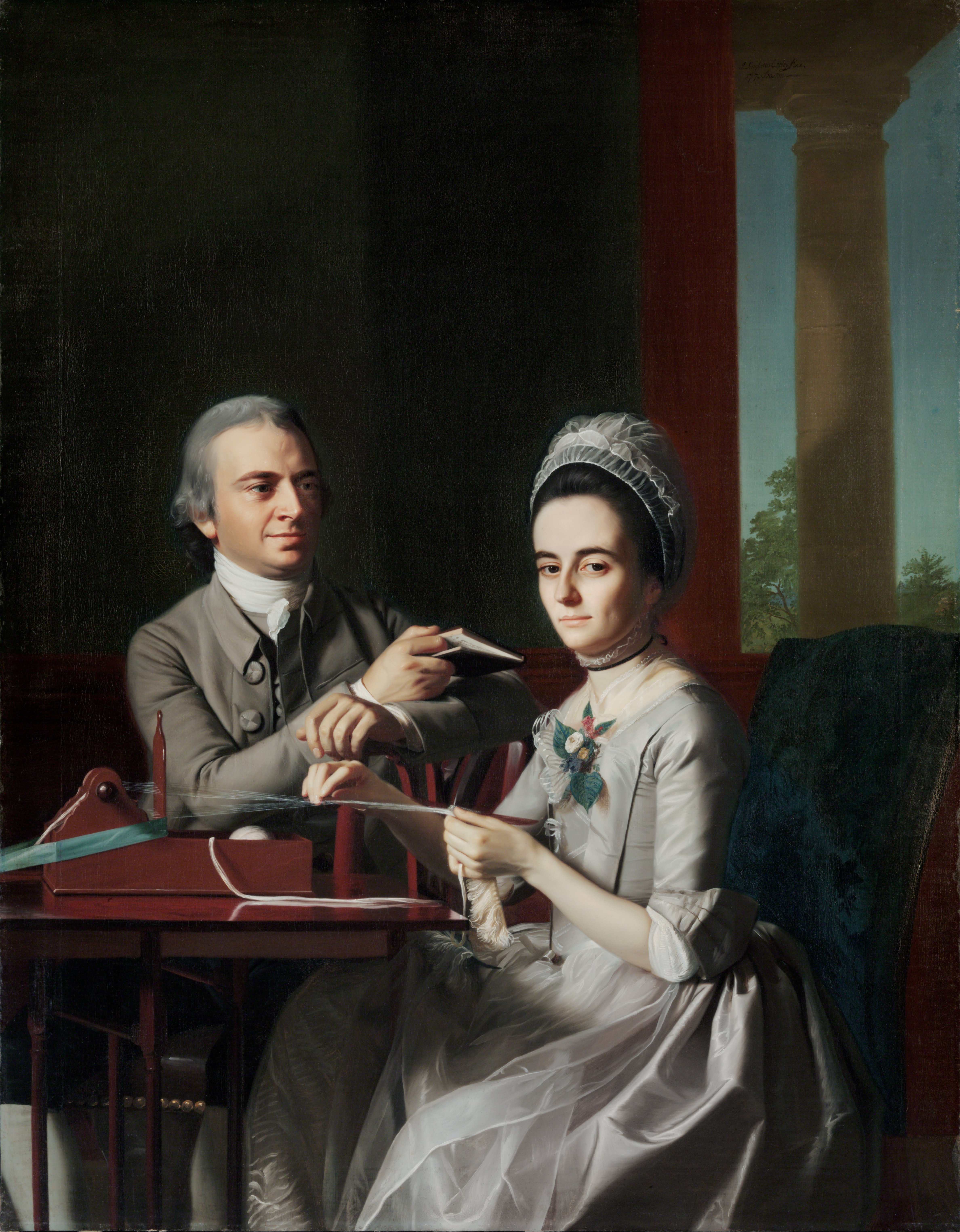
Mr. and Mrs. Thomas Mifflin (Sarah Morris) (1773)
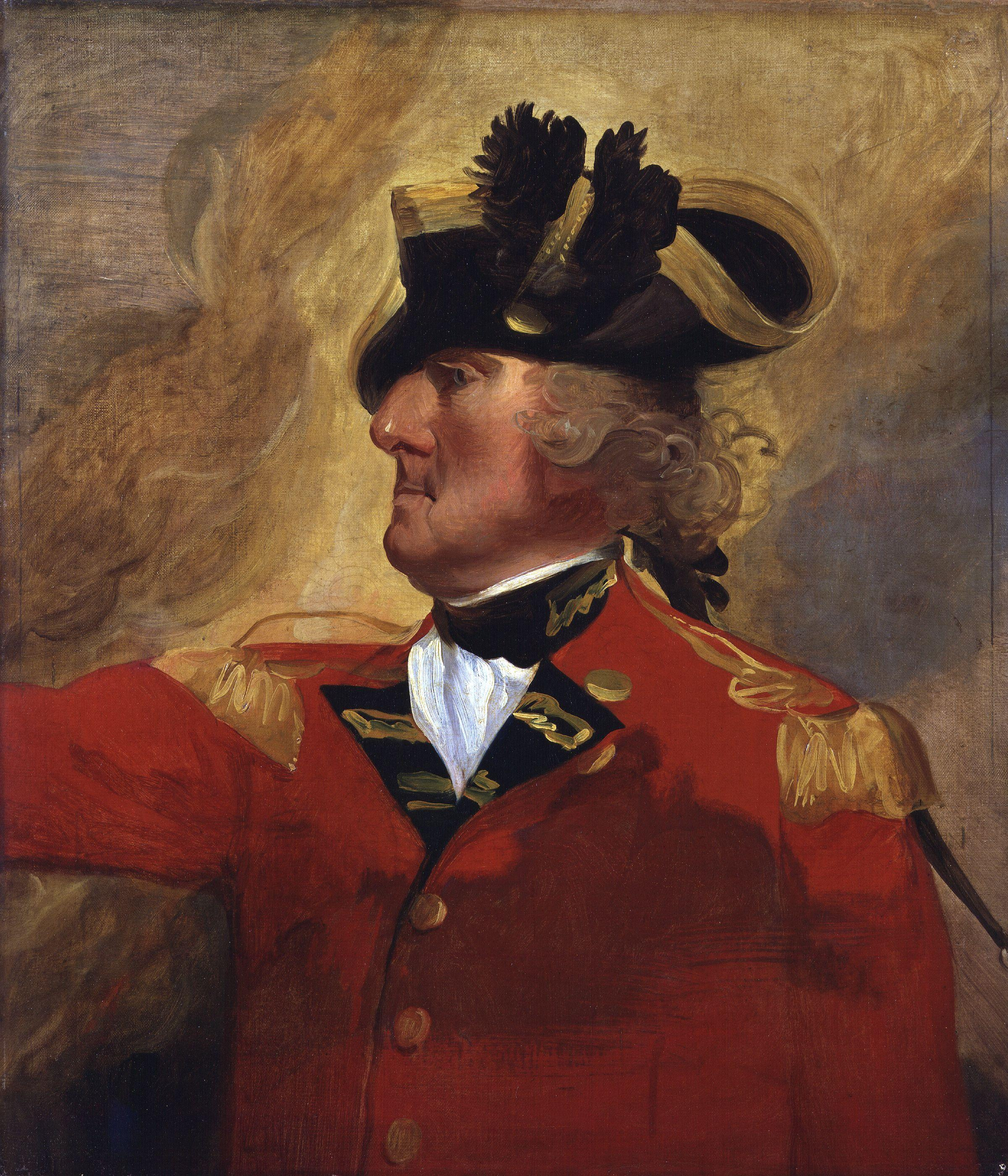
George Augustus Eliott, 1st Baron Heathfield (1787)

## Repercussió actual
La plaça Copley Square de Boston va ser nomenada en el seu honor i està situada entre la Biblioteca pública de Boston, la Torre John Hancock i la Trinity Church (Església de la Trinitat). La plaça té vida durant tot l'any amb concerts, venedors, patinadors i artistes ocasionals.